# TVR (entreprise)
Pour les articles homonymes, voir TVR.
 (septembre 2023).
TVR est un constructeur automobile britannique de voitures de sport dont le siège social est situé à Walliswood, dans le Surrey. Spécialisée dans les véhicules légers et puissants TVR est, pendant un temps, le troisième plus gros fabricant de véhicules sportifs spécialisés dans le monde, offrant une large gamme de coupés et cabriolets.
Après une période d'inactivité de cinq ans et un changement de propriétaire, la marque commercialise un nouveau modèle en 2018, la TVR Griffith II, en collaboration avec l'ingénieur Gordon Murray et Cosworth.

## Histoire
TVR est fondée en 1947 par Trevor Wilkinson, qui a tout simplement utilisé trois consonnes de son prénom pour créer le nom de sa société. La première voiture est fabriquée en 1949.
En 1953, la marque inaugure le concept d'une carrosserie en plastique à renfort de verre sur un châssis en acier tubulaire et cette conception perdure jusqu'à présent.
En 2002 la marque inscrit deux 400M à la British Cup NGT.
La marque offre une large gamme de coupés et de cabriolets, pour la plupart équipés d'un moteur à six cylindres en ligne, d'autres d'un moteur V8 tous deux fabriqués par la marque.
L'histoire de la société peut être divisée en 4 périodes en fonction du dirigeant de la société :
- 1947 - 1965 : Trevor Wilkinson
- 1965 - 1981 : Martin Lilley
- 1981 - 2004 : Peter Wheeler
- 2004 - 2012 : Nikolai Smolensky

En juillet 2012, Nikolai Smolensky annonce la cessation des activités de la marque, qui n'est plus assez rentable. L'accueil mitigé de la Sagaris est une des causes de cet arrêt.
En mai 2014, Nikolai Smolensky accepte de vendre les droits de la marque au syndicat d'investisseurs Syndicate of British Businessmen, dirigé par Les Edgard. La marque devrait se remettre bientôt à produire des voitures.
En juillet 2017, TVR dévoile les premières images de son futur modèle, un coupé à moteur V8.
Le 8 septembre 2017, TVR présente la nouvelle Griffith au festival de Goodwood en Angleterre avant une commercialisation en 2019. Elle est équipée du V8 de la Ford Mustang VI, retravaillé par Cosworth pour délivrer 500 ch.

## Liste des modèles
| Années de production | Modèle                | Moteur                                                               | Cylindrée                                                 |
| -------------------- | --------------------- | -------------------------------------------------------------------- | --------------------------------------------------------- |
| 1949                 | TVR N°2               | Ford L4                                                              | 1 172 cm3                                                 |
| 1956-1957            | TVR Jomar Mk I        | Ford Kent L4                                                         | 1 172 cm3                                                 |
| 1957-1959            | TVR Jomar Mk II       | Coventry Climax 4L Ford Kent L4                                      | 1 098 cm3 1 172 cm3                                       |
| 1958-1960            | TVR Grantura Mk I     | Ford 105E L4 Coventry Climax L4 Ford Sidevalve L4 BMC B-Series L4    | 997 cm3 1 098 cm3 1 172 cm3 1 489 cm3 1 588 cm3           |
| 1960-1961            | TVR Grantura Mk II    | Ford 105E L4 Coventry Climax L4 Ford Classic 190E L4 BMC B-Series L4 | 997 cm3 1 216 cm3 1 340 cm3 1 489 cm3 1 588 cm3 1 622 cm3 |
| 1960-1961            | TVR Grantura Mk II A  | BMC B-Series L4                                                      | 1 798 cm3                                                 |
| 1962-1964            | TVR Grantura Mk III   | Coventry Climax L4 Ford Classic 190E L4 BMC B-Series L4              | 1 216 cm3 1 340 cm3 1 622 cm3 1 798 cm3                   |
| 1964-1967            | TVR Griffith 400      | Ford Windsor V8                                                      | 4 722 cm3                                                 |
| 1966-1967            | TVR Grantura Mk IV    | BMC B-Series L4                                                      | 1 798 cm3                                                 |
| 1967-1968            | TVR Vixen S1          | Ford Kent L4 BMC B-Series L4                                         | 1 599 cm3 1 798 cm3                                       |
| 1968-1970            | TVR Vixen S2          | Ford Kent L4                                                         | 1 599 cm3                                                 |
| 1967-1971            | TVR Tuscan V8         | Ford Windsor V8                                                      | 4728 et 4 942 cm3                                         |
| 1969-1971            | TVR Tuscan V6         | Ford Essex V6                                                        | 2 994 cm3                                                 |
| 1970-1972            | TVR Vixen S3          | Ford Kent L4                                                         | 1 599 cm3                                                 |
| 1972-1973            | TVR Vixen S4          | Ford Kent L4                                                         | 1 599 cm3                                                 |
| 1972-1977            | TVR 1600M             | Ford Kent L4                                                         | 1 599 cm3                                                 |
| 1972-1977            | TVR 2500M             | Triumph L6                                                           | 2 498 cm3                                                 |
| 1972-1979            | TVR 3000M             | Ford Essex V6                                                        | 2 994 cm3                                                 |
| 1975-1979            | TVR 3000M Turbo       | Ford Essex V6                                                        | 2 994 cm3                                                 |
| 1976-1979            | TVR Taimar            | Ford Essex V6                                                        | 2 994 cm3                                                 |
| 1976-1979            | TVR Taimar Turbo      | Ford Essex V6                                                        | 2 994 cm3                                                 |
| 1978-1979            | TVR 3000S             | Ford Essex V6                                                        | 2 994 cm3                                                 |
| 1978-1979            | TVR 3000S Turbo       | Ford Essex V6                                                        | 2 994 cm3                                                 |
| 1980-1988            | TVR Tasmin 280i       | Ford Cologne V6                                                      | 2 792 cm3                                                 |
| 1983-1990            | TVR Tasmin 350i       | Rover/Buick V8                                                       | 3 532 cm3                                                 |
| 1986-1988            | TVR 420 SEAC          | Rover/Buick V8                                                       | 4 228 cm3                                                 |
| 1986-1993            | TVR Tasmin 450 SEAC   | TVR Speed Eight                                                      | 4 475 cm3                                                 |
| 1986-1987            | TVR 420SE             | Rover/Buick V8                                                       | 4 228 cm3                                                 |
| 1986-1988            | TVR S                 | Ford Cologne V6                                                      | 2 792 cm3                                                 |
| 1989-1990            | TVR S2                | Ford Cologne V6                                                      | 2 935 cm3                                                 |
| 1990-1991            | TVR Tasmin 350SE      | TVR/Rover V8                                                         | 3 947 cm3                                                 |
| 1990-2002            | TVR Griffith 500      | TVR/Rover V8                                                         | 4 997 cm3                                                 |
| 1991-1992            | TVR S3(C)             | Ford Cologne V6                                                      | 2 935 cm3                                                 |
| 1991-1993            | TVR V8S               | Rover V8                                                             | 3 947 cm3                                                 |
| 1993-1994            | TVR Griffith 430      | TVR/Rover V8                                                         | 4 280 cm3                                                 |
| 1993-1995            | TVR S4C               | Ford Cologne V6                                                      | 2 935 cm3                                                 |
| 1994-1999            | TVR Cerbera           | TVR Speed Six                                                        | 3 996 cm3                                                 |
| 1995                 | TVR Cerbera 4.2       | TVR Speed Eight                                                      | 4 185 cm3                                                 |
| 1995-2000            | TVR Chimaera 400      | TVR/Rover V8                                                         | 3 948 cm3                                                 |
| 1997-2003            | TVR Cerbera 4.5       | TVR Speed Eight                                                      | 4 475 cm3                                                 |
| 1997-2003            | TVR Chimaera 450      | TVR/Rover V8                                                         | 4 546 cm3                                                 |
| 1997-2003            | TVR Chimaera 500      | TVR/Rover V8                                                         | 4 988 cm3                                                 |
| 1999                 | TVR Cerbera Speed Six | TVR Speed Six                                                        | 3 996 cm3                                                 |
| 2000                 | TVR Tuscan R          | TVR Speed Eight                                                      | 4 185 cm3                                                 |
| 2000                 | TVR Tuscan Speed Six  | TVR Speed Six                                                        | 3 996 cm3                                                 |
| 2000-2001            | TVR Cerbera Speed 12  | TVR Speed Twelve                                                     | 7 730 cm3                                                 |
| 2000-2003            | TVR Tuscan S          | TVR Speed Six                                                        | 3 996 cm3                                                 |
| 2000-2005            | TVR Tuscan 3.6        | TVR Speed Six                                                        | 3 605 cm3                                                 |
| 2001                 | TVR Tamora            | TVR Speed Six                                                        | 3 605 cm3                                                 |
| 2002                 | TVR T350C             | TVR Speed Six                                                        | 3 605 cm3                                                 |
| 2003                 | TVR T350T             | TVR Speed Six                                                        | 3 605 cm3                                                 |
| 2003                 | TVR Tuscan T440R      | TVR Speed Six                                                        | 4 175 cm3                                                 |
| 2003-2005            | TVR Tuscan T400R      | TVR Speed Six                                                        | 3 996 cm3                                                 |
| 2004                 | TVR Typhon            | TVR Speed Six                                                        | 4 175 cm3                                                 |
| 2005                 | TVR Tuscan S          | TVR Speed Six                                                        | 3 996 cm3                                                 |
| 2005-2006            | TVR Sagaris           | TVR Speed Six                                                        | 3 996 cm3                                                 |
| 2018-                | TVR Griffith II       | V8 Ford                                                              | 4 951 cm3                                                 |